# NGC 151
NGC 151 = NGC 153 ist eine Balken-Spiralgalaxie mit aktivem Galaxienkern vom Hubble-Typ SBbc im Sternbild Walfisch südlich des Himmelsäquators. Sie ist schätzungsweise 170 Millionen Lichtjahre von der Milchstraße entfernt und hat einen Durchmesser von etwa 130.000 Lichtjahren. Gemeinsam mit NGC 217, PGC 1841 und PGC 1909 bildet sie die NGC 151-Gruppe.

Im selben Himmelsareal befinden sich die Galaxien NGC 163 und NGC 165.
Die Typ-IIn-Supernova iPTF 13iqb wurde hier beobachtet.
Das Objekt wurde am 28. November 1785 von dem deutsch-britischen Astronomen Wilhelm Herschel entdeckt. Der amerikanische Astronom Lewis A. Swift beobachtete am 9. August 1886 dieselbe Galaxie. Die Doppelbeobachtung wurde jedoch nicht erkannt und deshalb erhielt diese die Nummer NGC 153.

## NGC 151-Gruppe (LGG 8)
| Galaxie        | Alternativname | Entfernung/Mio. Lj |
| -------------- | -------------- | ------------------ |
| NGC 151        | PGC 2035       | 170                |
| MCG -02-02-030 | PGC 1841       | 159                |
| MCG -02-02-038 | PGC 1909       | 163                |
| NGC 217        | PGC 2482       | 180                |